# Skalowanie wielowymiarowe
Skalowanie wielowymiarowe (ang. MultiDimensional Scaling, MDS) – technika statystyczna, mająca na celu wykrycie zmiennych ukrytych, które choć nie obserwowane bezpośrednio, wyjaśniają podobieństwa i różnice pomiędzy badanymi obiektami.
Istnieje wiele konkurencyjnych technik skalowania. Na wejściu procedury jest zwykle macierz odległości lub podobieństwa pomiędzy obiektami. Może to być np. macierz korelacji. Skalowanie wielowymiarowe dąży do rozmieszczenia obiektów jako punktów w przestrzeni n-wymiarowej tak, aby obiekty podobne do siebie znajdowały się bliżej. Wynikiem analizy jest dla każdego obiektu n liczb rzeczywistych, które można rozumieć jako współrzędne kartezjańskie. 
Jeśli {\displaystyle n\leqslant 3,} wyniki można przedstawić na wykresie. Obrót układu współrzędnych i odbicie zwierciadlane nie zmieniają odległości pomiędzy punktami, więc wynik skalowania można poddać rotacji lub odbiciu. Robi się to najczęściej, jeśli odkryte wymiary korespondują ze współrzędnymi geograficznymi.
Skalowanie wielowymiarowe jest czasem uważane za alternatywę analizy czynnikowej.
Odmianą jest skalowanie niemetryczne, które w odróżnieniu od opisanego wyżej skalowania metrycznego zakłada, że odległości dane są na skali porządkowej, czyli ich wartości da się jedynie porządkować.